# Arzuhina
Arzuhina (Arzuḫīna), Urzuhina (Urzuḫīna), Ahi-Zuhina (Aḫi-Zuḫīna) – w 1 połowie I tys. p.n.e. stolica asyryjskiej prowincji o tej samej nazwie, leżącej na południe od Małego Zabu, pomiędzy prowincjami Arrapha i Arbela. Samo miasto identyfikowane jest ze stanowiskiem Gök Tepe w Iraku.
Jako prowincja asyryjska Arzuhina występuje już w dokumentach z okresu średnioasyryjskiego. Żaden z późniejszych królów nowoasyryjskich nie musiał odbijać jej z rąk wrogów, więc wydaje się, iż przez cały ten czas pozostawała ona pod kontrolą Asyrii. Począwszy od rządów Salmanasara III (858-824 p.n.e.) aż do rządów Sargona II (722-705 p.n.e.) gubernatorzy Arzuhiny pojawiają się regularnie w asyryjskich listach i kronikach eponimów jako urzędnicy limmu (eponimowie). Prowincja Arzuhina wzmiankowana jest też w dokumentach administracyjnych i listach z czasów panowania Adad-nirari III (810-783 p.n.e.), Tiglat-Pilesera III (744-727 p.n.e.), Sargona II (722-705 p.n.e.), Asarhaddona (680-669 p.n.e.) i Aszurbanipala (668-627? p.n.e.). W jednym z dokumentów pochodzących z Imgur-Enlil (ob. Balawat), datowanym na rok 686 p.n.e., jeden z gubernatorów Arzuhiny wymieniany jest jako dłużnik.
Asyryjscy gubernatorzy Arzuhiny (Ahi-Zuhiny) znani z asyryjskich list i kronik eponimów:
- Szulmu-beli-lamur – pełnił urząd eponima w 839 r. p.n.e.[3][4];
- Ninurta-ilaja – pełnił urząd eponima w 837 i 801 r. p.n.e.[3][5];
- Qurdi-Aszur – pełnił urząd eponima w 767 r. p.n.e.[3][6];
- Nergal-uballit – pełnił urząd eponima w 731 r. p.n.e.[3][7];
- Szamasz-belu-usur – pełnił urząd eponima w 710 r. p.n.e.[3][8]